# Peșna

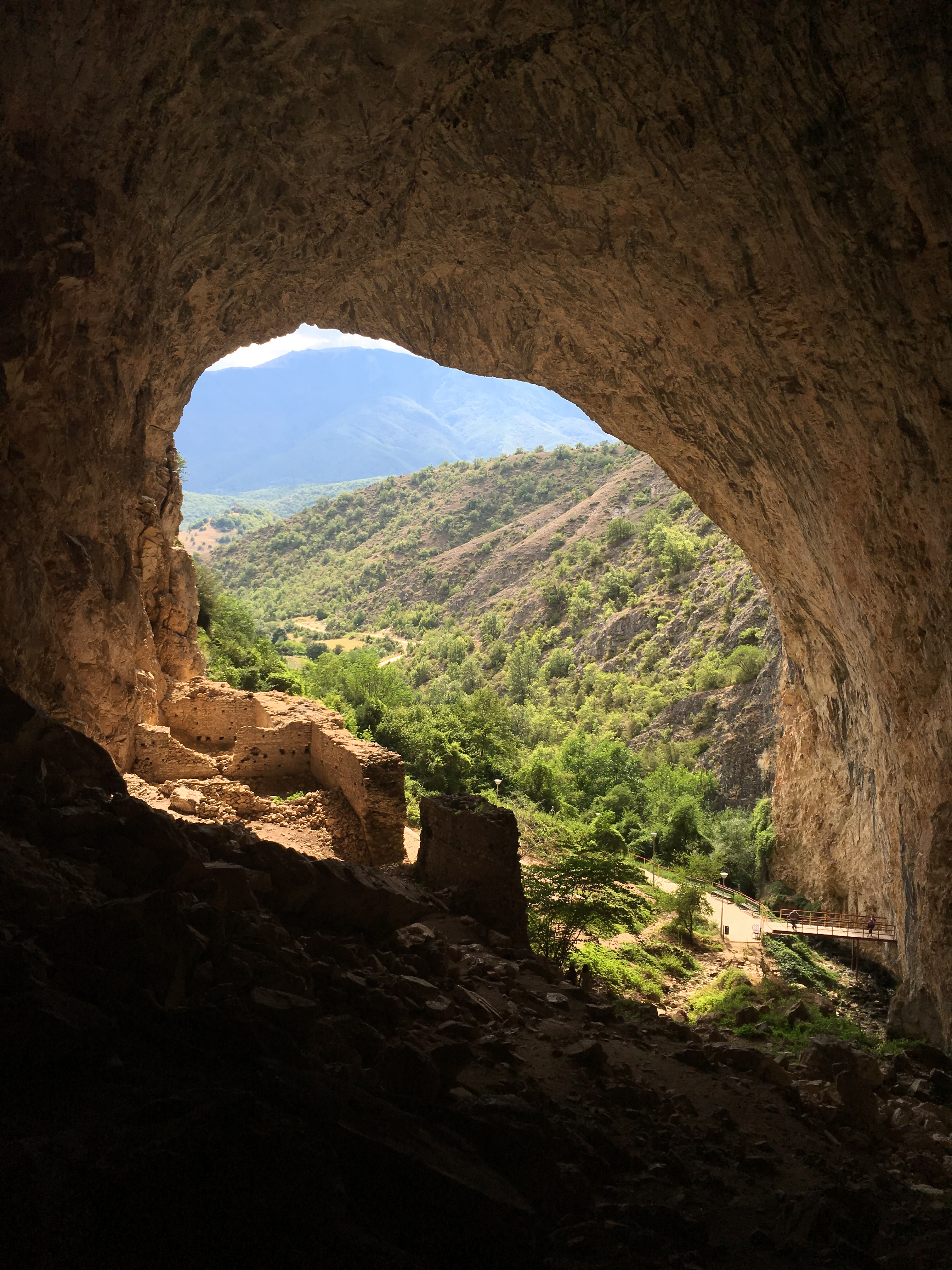
Vedere din interiorul peșterii

Peșna, menționată uneori Pešna, (în macedoneană Пешна) este o peșteră din Macedonia de Nord care a fost declarată monument al culturii.

## Descriere
Peștera Peșna se află la o distanță de 6 kilometri (3,7 mi) de orașul Makedonski Brod. Potrivit speologilor, Peșna este peștera cu cea mai mare deschidere din Balcani — intrarea are 40 metri (130 ft) înălțime și 56 metri (184 ft) lățime. Lungimea peșterii este de 124 metri (407 ft). Rândunelele cuibăresc în peșteră, iar în ea trăiesc și lilieci. Faptul că ziarul The New York Times a comparat Peșna cu Helms Deep⁠(d) din Stăpânul inelelor vorbește despre frumusețea peșterii.
După ploi abundente și topirea zăpezii, în partea cea mai nordică a peșterii se formează un izvor, care seacă cu totul în lunile secetoase ale anului. Potrivit populației locale, apa curge din satul Krapa⁠(d), care se află la o altitudine mai mare, și formează mai multe lacuri și cascade în cel mai mare sistem de peșteri din Macedonia de Nord, care se presupune că ar avea o lungime de 10 kilometri (6,2 mi).
La intrarea în peșteră se află o cetate medievală și ruinele unei mori. Ruinele cetății din peșteră sunt asociate cu cetatea Devini Kuli⁠(d), care este vizibilă din interiorul peșterii. Potrivit legendelor locale, surorile prințului Marko locuiau în cele două cetăți. Peșna este înregistrată ca un sit din perioada antică târzie în Macedonia de Nord. Un mormânt datând din antichitatea târzie (sec. al V-lea) cu o boltă de cărămidă a fost descoperit în fața intrării în peșteră.